# Транспортно-складов палет Експрес
Транспортно-складовият палет Експрес (на английски: ExPRESS Logistics Carrier) или за по-кратко ТСПЕ (на английски: ELC) е платформа за съхраняване на резервни части, товари и експерименти на Международната космическа станция (МКС). Името „Експрес“ (ExPRESS) е съкращение от английското Expedite the Processing of Experiments to the Space Station или в превод „ускоряване на обработката на експерименти за космическата станция“.

## Описание
Транспортно-складовите палети Експрес са предназначени за лесно и удобно превозване на малки и средно големи по размер части и експерименти до МКС и съхранението им на станцията. Товарите се подготвят и инсталират върху палетите, след което палетите се натоварват на совалката и се доставят на станцията. Там с помощта на роботната ръка се изваждат от совалката и се монтират на фермовата конструкция на станцията. Експериментите и частите, както и самата платформа, са свързани директно с електрическата и компютърната система на МКС.

## Изстрелване
Четирите палета Експрес се доставят на станцията по време на три полета на совалката, като вече три от палетите са на МКС, а четвъртият се очаква да бъде изстреляна през април 2011 година:
| ТСПЕ   | Дата на изстрелване | Мисия              | Совалка   |
| ------ | ------------------- | ------------------ | --------- |
| ТСПЕ-1 | 16 ноември 2009     | STS-129 (ISS ULF3) | Атлантис  |
| ТСПЕ-2 | 16 ноември 2009     | STS-129 (ISS ULF3) | Атлантис  |
| ТСПЕ-4 | 24 февруари 2011    | STS-133 (ISS ULF5) | Дискавъри |
| ТСПЕ-3 | 15 май 2011         | STS-134 (ISS ULF6) | Индевър   |

## Местоположение и компоненти

### ТСПЕ-1
ТСПЕ-1 се намира на Ферма П3 и съдържа следните резервни части:
- Резервоар за амоняк (Ammonia Tank Assembly)
- Устройство за зареждане и разреждане на батериите (Battery Charger Discharge Unit)
- Накрайник за захващане за Канадарм2 (Latching End Effector for Canadarm2)
- Жироскоп за позициониране на МКС (Control Moment Gyroscope)
- Азотен резервоар (Nitrogen Tank Assembly)
- Помпен модул (Pump Module)
- Устройство за разсейване на статичното електричество на станцията (Plasma Contactor Unit)
- Две празни устройства за захващане на товари и експерименти (Passive Flight Releasable Attachment Mechanisms)

### ТСПЕ-2
ТСПЕ-2 се намира на Ферма С3 и съдържа следните експерименти и резервни части:
- Резервоар с кислород под високо налягане (High Pressure Gas Tank)
- Контейнер за превозване на товари №1 (Cargo Transport Container)
- Резервна част за подвижната платформа на станцията (Mobile Transporter Trailing Umbilical System Reel Assembly)
- Жироскоп за позициониране на МКС (Control Moment Gyroscope)
- Азотен резервоар (Nitrogen Tank Assembly)
- Помпен модул (Pump Module)
- Експеримент MISSE-7
- Едно свободно място за бъдещи товари

### ТСПЕ-3
ТСПЕ-3 ще бъде монтирана на Ферма П3 и съдържа следните експерименти и резервни части:
- Резервоар с кислород под високо налягане (High Pressure Gas Tank)
- Резервоар за амоняк (Ammonia Tank Assembly)
- Антена и съответните ѝ резервни части (S band Antenna Sub-System Assembly #2 & 3)
- Ръка и резервни части за Декстър (Special Purpose Dextrous Manipulator Arm with Orbital Replacement Unit change-out mechanism)
- Експеримент „Хюстън 3“ на МО на САЩ (Space Test Program Houston 3 Department of Defense payload)
- Кутия с летателен хардуер и софтуер за ТСПЕ (ELC pallet controller avionics box)

### ТСПЕ-4
ТСПЕ-4 е монтирана на Ферма С3 и съдържа следните резервни части:
- Резервни части за радиаторите за охлаждане (Heat Rejection System Radiator Flight Support Equipment)
- Кутия с летателен хардуер и софтуер №4 за ТСПЕ (ExPRESS Pallet Controller Avionics 4)
- Гъвкава ротативна връзка за маркучи (Flex Hose Rotary Coupler)
- Контейнер за превозване на товари №4 (Cargo Transport Container)